# Тхапхабатх

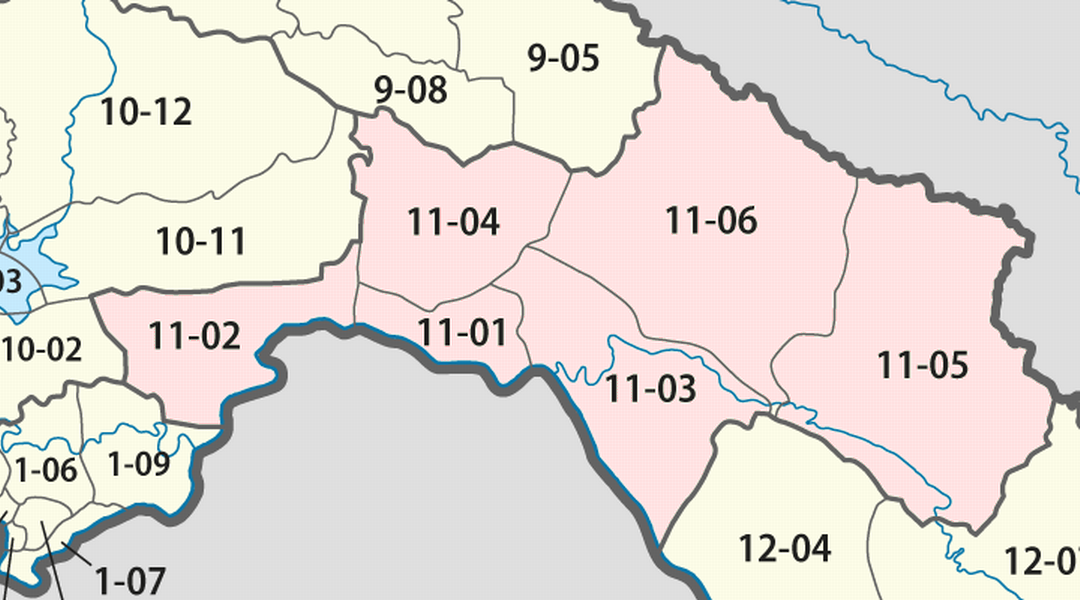
Число 11-02

Тхапхабатх — один з районів (лаос. ເມືອງ муанг) провінції Болікхамсай, Лаос.